# 강인덕 (배우)
강인덕(1949년 11월 15일 ~ )은 대한민국의 배우이다.

## 생애
1968년 연극배우로 첫 데뷔하였고 4년 후 1972년 MBC 5기 공채 탤런트로 정식 데뷔하였다. 맷집이 워낙 좋아 김두한과 닮은 풍채로 텔레비전 드라마에서 김두한 역할을 여러 번 소화해냈다.
배우 임병기와는 중학교 동창이다.

## 학력
- 동아중학교 졸업(1965년)
- 경신고등학교 졸업(1968년)
- 서울예술전문대학 연극학과 전문학사(1971년)

## 연기 활동

### 드라마
- 1978년 MBC 어린이연속극 《X 수색대》
- 1978년 MBC 어린이연속극 《우주탐험대》
- 1979년 MBC 6.25특집극 《최후의 증인》
- 1979년 MBC 8.15특집극 《한국인》
- 1980년 MBC 주말연속극 《딸》
- 1980년 MBC 농촌드라마 《전원일기》 ... 각종 단역
- 1981년 MBC 정치드라마 《제1공화국》 ... 김두한 역
- 1981년 MBC 일일연속사극 《새아씨》
- 1982년 MBC 한미수교 드라마 《신미양요》
- 1982년 MBC 월화드라마 《백산 안희제》
- 1983년 MBC 월화드라마 《무역왕 최봉준》
- 1983년 MBC 반공드라마 《3840 유격대》 ... 박찬억 역
- 1984년 MBC 주간드라마 《두 형사》
- 1985년 MBC 대하드라마 《조선왕조 오백년 - 풍란》
- 1985년 MBC 경로효친특집극 《백발의 청춘》
- 1985년 MBC 주말연속극 《남자의 계절》
- 1986년 MBC 대하드라마 《조선왕조 오백년 - 회천문》 ... 독보 역
- 1986년 MBC 6.25 특집드라마 《일부변경선》
- 1986년 MBC 대하드라마 《조선왕조 오백년 - 남한산성》 ... 독보 역
- 1987년 MBC 월화드라마 《아름다운 밀회》 ... 박성길 형사 역
- 1987년 MBC 청소년드라마 《푸른교실》
- 1988년 MBC 월화드라마 《선생님 우리 선생님》
- 1988년 MBC 월화드라마 《내일이 오면》 ... 조우만 역
- 1989년 MBC 월화드라마 《겨울안개》
- 1989년 MBC 월화드라마 《황제를 위하여》
- 1989년 MBC 정치드라마 《제2공화국》 ... 김두한 역
- 1989년 MBC 8.15 특집 TV피처 《독도 수비대》 ... 홍순칠 역
- 1989년 MBC 월화드라마 《거인》 ... 나정식 역
- 1990년 MBC 대하드라마 《조선왕조 오백년 - 대원군》 ... 박은식 역
- 1990년 MBC 월화드라마 《춤추는 가얏고》
- 1991년 MBC 어린이드라마 《동요나라》
- 1992년 KBS 일일드라마 《해뜰날》
- 1992년 KBS2 금요사극 <비가비>... 우출 역
- 1993년 MBC 정치드라마 《제3공화국》 ... 김두한 역
- 1993년 KBS 다큐멘터리 극장 《한강대교 폭파진실  (재연 드라마)》 ... 최창식 육본 공병감 역
- 1994년 MBC 월화드라마 《마지막 승부》
- 1994년 KBS2 수목드라마 《사라비아 공화국》 ... 삼손 역
- 1995년 KBS2 대하드라마 《서궁》 ... 서양갑 역
- 1995년 SBS 정치드라마 《코리아게이트》 ... 송요찬 역
- 1996년 KBS1 전원드라마 《대추나무 사랑걸렸네》...주덕삼 역
- 1996년 KBS1 대하드라마 《용의 눈물》 ... 이지란 역
- 1996년 KBS2 납량특집 《전설의 고향 - 90년대 시리즈 내 혼백 남의 육신 - 손각시》
- 1996년 EBS 청소년 드라마 《감성세대》 ... 주임교사 역
- 1998년 KBS2 특집드라마 《아빠와 영혼》
- 1998년 KBS2 주말연속극 《종이학》 ... 나이트클럽 지배인 역
- 2000년 KBS1 대하드라마 《태조 왕건》 ... 유금필 역
- 2002년 KBS1 대하드라마 《제국의 아침》 ... 유금필 역 특별출연
- 2003년 MBC 수목드라마 《위풍당당 그녀》
- 2003년 EBS 단막극 《TV로 보는 원작동화 - 바다 교향곡》 ... 지희 아버지 역
- 2003년 SBS 대하사극 《왕의 여자》 ... 이원익 역
- 2004년 KBS2 아침드라마 《아름다운 유혹》 ... 박복만 역
- 2004년 MBC 월화드라마 《영웅시대》 ... 세기건설 장인규 상무 역
- 2004년 EBS 文化史시리즈 《명동백작》 ... 김두한 역
- 2005년 KBS1 일일연속극 《별난여자 별난남자》 ... 장재도 역
- 2006년 MBC 주말드라마 《진짜 진짜 좋아해》 ... 이발사 방필도 역
- 2007년 KBS2 단막극 《KBS 드라마시티 - 고달픈 가족》 ... 고달포 역
- 2007년 KBS1 일일연속극 《미우나 고우나》 ... 나기태 역
- 2008년 KBS2 월화드라마 《최강칠우》 ... 웅기 대장 역
- 2008년 KBS2 수목드라마 《태양의 여자》 ... 도영 부, 신수호 역
- 2008년 KBS2 일일드라마 《돌아온 뚝배기》 ... 옥자의 이혼한 남편 역
- 2010년 KBS1 일일연속극 《바람불어 좋은 날》 ... 장정남 역
- 2014년 KBS1 일일연속극 《사랑은 노래를 타고》 ... 윤석태 역
- 2016년 KBS1 일일연속극 《별난가족》 ... 구경만 역
- 2018년 KBS2 TV소설 《파도야 파도야》 ... 오희문 역

### 영화
- 1988년 《맷돌》
- 1990년 《종자골》 ... 송대물 역
- 1992년 《애사당 홍도》 ... 어 서방 역
- 2000년 《그림일기》 ... 김정필 역

### CF
- 1986년 동화약품 헬민(한인수와 함께 출연)
- 1996년 팜한농 선충탄 입제